# Marcin Mroziński
Marcin Mroziński (né le 26 septembre 1985 à Inowrocław) est un acteur, chanteur et présentateur de télévision polonais. 

## Eurovision 2010
Le 14 février 2010, Mroziński a été choisi lors d'une finale nationale pour représenter la Pologne au Concours Eurovision de la chanson 2010 à Oslo avec sa chanson Legenda (Légende) mais s'est fait éliminer en demi-finale en terminant 13e.